# 東川駅 (京畿道)
東川駅（トンチョンえき）は大韓民国京畿道龍仁市水枝区東川洞にある、新盆唐線の駅。駅番号はD14。

## 駅構造
相対式ホーム2面2線の地下駅で、ホームドア設置駅。

### のりば
※案内上ののりば番号は未設定。
| 上り | ●新盆唐線 | 亭子・江南・新沙方面 |
| 下り | ●新盆唐線 | 光教方面             |

## 駅周辺
- 東川洞住民センター
- 東川マウル 現代ホームタウン 1次
- 東川マウル 現代ホームタウン 2次
- KT水枝支局
- 蓀谷初等学校
- 京釜高速道路竹田サービスエリア（渋滞時、バスを下車し同線へ乗り換え可能。用賀パーキングエリア、八潮パーキングエリアで行われているサービスと同様）
- 中小企業銀行水枝ITセンター

## 歴史
- 2016年1月30日 - 開業。

## 隣の駅
新盆唐線
●新盆唐線
美金駅 (D13) - 東川駅 (D14) - 水枝区庁駅 (D15)